# 诺莱 (索里亚省)
诺莱，是西班牙卡斯蒂利亚-莱昂索里亚省的一个市镇。总面积22平方公里，2001年普查人口總數為90人，人口密度為每平方公里4人。